# Wilhelm Ludwig Rapp
Wilhelm Ludwig Rapp est un médecin et un naturaliste wurtembergeois, né le 3 juin 1774 et mort le 11 novembre 1868.
Il exerça la médecine à Stuttgart de 1818 à 1819 avant d'enseigner l'anatomie à l'université de Tübingen de 1819 à 1858.
Il enseigna également la zoologie et entreprit de nombreux voyages scientifiques en Europe.